# 二(4-溴苄基)甲酮
二(4-溴苄基)甲酮是一种有机化合物，为二苄基甲酮苯环对位的氢被溴取代的产物，它可由4-溴苯乙酸在N,N'-二环己基碳二亚胺和4-二甲氨基吡啶存在下的自缩合反应制得。